# Ausiàs March i el príncep de Viana
Ausias March i el príncep de Viana és una pintura sobre tela feta per Agustí Rigalt Cortiella, fill de Lluís Rigalt, el 1852 i que es troba conservada actualment a la Biblioteca Museu Víctor Balaguer, amb el número de registre 1279 d'ençà que va ingressar el 26 d'octubre de 1884, provinent la col·lecció privada de Víctor Balaguer i Cirera. En la primera edició del Butlletí de la Biblioteca Museu Víctor Balaguer, hi apareix el nom d'Agustí Rigalt en la llista d'alguns autors moderns dels quals s'exposava alguna obra gràcies a la donació de Víctor Balaguer.

## Descripció
Escena en l'interior d'una estança amb llibres al fons, i dues figures en primer pla. A la dreta, una figura masculina asseguda en un tron decorat amb l'escut de les quatre barres de Catalunya i una figura dreta llegint que subjecta un paper a les seves mans. El personatge dret representa el poeta Ausiàs March llegint els seus poemes al príncep de Viana. Ambientat dintre d'un "estudiolo" i decorat amb el gust característic dels humanistes del primer Renaixement, Rigalt ens mostra una escena de tradició romàntica neomedieval. En un moment en què Víctor Balaguer amb altres intel·lectuals aconsegueix restaurar els jocs florals, aquest quadre tenia una forta càrrega simbòlica per a tots els que promovien la Renaixença catalana.

## Inscripció
Al quadre es pot llegir la inscripció Agustí Rigalt.